# Thomas B. Allen
Thomas Benton Allen (Bridgeport, 20 de março de 1929 – Bethesda, 11 de dezembro de 2018) foi um historiador, escritor e palestrante norte-americano.
Autor de vários livros de mistério, foi editor da revista National Geographic por vários anos e co-autor de vários livros com Norman Polmar. Era pai do escritor de ficção científica Roger MacBride Allen.

## Biografia
Thomas nasceu em Bridgeport, em 1929. Quando era adolescente, trabalhou como repórter para o Bridgeport Herald e serviu como jornalista para a Marinha dos Estados Unidos durante a Segunda Guerra Mundial. Com o fim da guerra, ele ingressou na Universidade de Bridgeport, onde se formou em história e continuou trabalhando como jornalista para o New York Daily News.
Foi editor da editora Chilton Books, na Filadélfia antes de trabalhar para a National Geographic Society, em 1965 e se tornar editor assistente. Foi editor da editora da National Geografic de 1974 até 1981, quando começou a trabalhar como freelance. Editor e escreveu vários livros para a National, mais de 30 deles voltados para a observação da natureza, história, geografia, viagens e fotografia.

## Carreira
Um de seus livros mais famosos foi Possessed (no Brasil Exorcismo, publicado pela DarkSide Books). O livro reconta a história verdadeira de um rapaz (identificado no livro como Robbie Manheim), de Maryland, que passou pelo ritual do exorcismo, em 1949. Thomas encontrou o único sobrevivente do evento que realizou o ritual, o padre Walter Halloran, bem como achou a única cópia do diário mantido pelo líder, o padre William S. Bowdern. Foi baseado nesses eventos que o escritor William Peter Blatty escreveu seu famoso livros, o O Exorcista.
Por causa da publicação e do sucesso do livro, Thomas acabou se tornando figura frequente em programas de televisão e documentários que discutiam exorcismo em geral, possessão demoníaca e para falar em detalhes de seu livro. Em 2013, Thomas enfatizou que considerava todo o evento do exorcismo de Robbie como sendo irreal e que o jovem, provavelmente, sofria de algum problema psiquiátrico ou até mesmo tenha sofrido abuso na infância com o qual não conseguia lidar, ou até mesmo tenha inventado toda a experiência.

## Morte
Thomas morreu em 11 de dezembro de 2018, em Bethesda, aos 89 anos, devido a uma insuficiência cardíaca.

## Publicações selecionadas
- Rickover: Controversy and Genius: A Biography, 1982. with Norman Polmar
- War Games: The Secret World of the Creators, Players, and Policy Makers Rehearsing World War III Today. New York: McGraw-Hill, 1987.
- The Blue and the Gray, com Sam Abell: National Geographic Society, 1992.
- Remember Pearl Harbor: Japanese And American Survivors Tell Their Stories, 2006
- Harriet Tubman, Secret Agent: How Daring Slaves and Free Blacks Spied for the Union During the Civil War
- War in the Gulf, com F. Clifton Berry e Norman Polmar Atlanta: Turner Pub, 1991.
- Possessed: The True Story of an Exorcism, 1993.
- Code-Name Downfall: The Secret Plan to Invade Japan and Why Truman Dropped the Bomb, com Norman Polmar. New York: Simon & Schuster, 1995.
- Spy Book: The Encyclopedia of Espionage,  com Norman Polmar, 1996.
- The Shark Almanac: A Fully Illustrated Natural History of Sharks, Skates, and Rays, 1999.
- George Washington, Spymaster: How America Outspied the British and Won the Revolutionary War, com Cheryl Harness. Washington, D.C.: National Geographic, 2004.
- The Bonus Army: An American Epic, com Paul Dickson, New York: Walker & Co, 2005.
- Mr. Lincoln's High Tech War (2008) com Roger MacBride Allen
- Time Capsule: The Book of Record (2010) com Roger MacBride Allen
- Ship of Gold, com Norman Polmar. Annapolis, Maryland: Naval Institute Press, 2014.